# Spominski znak Sinja Gorica 1991
Spominski znak Sinja Gorica 1991 je spominski znak Slovenske vojske, ki je namenjen osebam, ki so 27. junija 1991 aktivno sodelovale pri ustavitve bojne oklepne skupine JLA na območju Sinje Gorice.
Znak je ustanovil minister za obrambo Republike Slovenije Karl Erjavec 16. oktobra 2006.

## Opis
Spominski znak ima »obliko ščita iz poznogotskega obdobja, je velik 35 mm in v najširšem delu širok 30 mm. Kovan je iz 2 mm debelega bakra, pozlačen, pobarvan in prevlečen s prozornim poliestrskim emajlom. V zgornjem delu je na zeleni podlagi 3,5 mm velik napis SINJA GORICA, v srednjem delu sta upodobljena tanka, pod njima protioklepne ovire in eksplozija v rdeči barvi, v spodnjem delu pa je 3,5 mm velik datum 27. VI. 1991. Napis na znaku, datum, tanka, ovire, črte in obrobe med barvami so polirani in pozlačeni. Znak je na zadnji strani oštevilčen in ima priponko. Nadomestna oznaka je modre barve, z zlatim lipovim listom, ki ga križa puška. Spominski znak in nadomestna oznaka sta pakirana v temno modri škatli, veliki 90 x 110 mm. Na zunanji strani pokrova škatle je na spodnjem delu v zlatotisku napis SINJA GORICA 1991, na notranji strani pokrova, v njegovem srednjem delu, pa sta ime in priimek prejemnika spominskega znaka.«.

## Nosilci
- seznam nosilcev spominskega znaka Sinja Gorica 1991